# Pachydissus sericus
Pachydissus sericus  (лат.) — вид жуков-усачей из подсемейства собственно усачей. Распространён в Австралии. Кормовыми растениями личинок являются акация низбегающая и акация длиннолистная.